# Water Lilies
Water Lilies ist ein französisches Filmdrama von Céline Sciamma aus dem Jahr 2007. Im Fernsehen wurde der Jugendfilm auch unter dem Titel Unter Wasser, über Kopf gezeigt.

## Handlung
Die 15-jährige Marie lebt in einem Vorort von Paris. Sie ist mit Anne befreundet, die aktiv Synchronschwimmen betreibt. Anne ist in den Wasserballspieler François verliebt, mit dem sie ihr erstes Mal haben will. Zwar hat er sie schon einmal unfreiwillig nackt in der Umkleidekabine gesehen, jedoch auch danach keinerlei Interesse an ihr gezeigt. Marie, die dünn und schlaksig ist und im Gegensatz zu ihrer Freundin auch noch keine Oberweite hat, hat bisher kein großes Interesse für Jungen. Als sie Anne eines Tages zu einem Synchronwettbewerb begleitet, ist sie jedoch von der Vorführung der Teams begeistert. Fasziniert schaut sie sich eine Juniorendarbietung an und bewundert die Kapitänin der Gruppe, Floriane. Gerne würde sie wie sie sein und erkundigt sich sogar, wann die Anfängerkurse im Synchronschwimmen beginnen. Anne nimmt Marie auf eine der regelmäßigen Partys der Synchronschwimmer mit. Hier trifft Marie auf der Toilette auf Floriane und gesteht ihr, dass sie gerne einmal beim Training der Gruppen zusehen würde. Floriane lässt sich von ihr einen Kaugummi geben, überprüft ihren Atem und ist wenig später in eine innige Umarmung mit François vertieft. Anne verlässt enttäuscht die Feier.
Marie passt am nächsten Tag Floriane auf dem Weg zum Training ab und bittet sie, mit zusehen zu dürfen. Sie will ihr dafür einen Wunsch erfüllen. Floriane lässt sie zusehen und Marie ist fasziniert von den Bewegungen der Mädchen über und unter dem Wasser. Floriane wiederum, die bei den anderen Mädchen als Schlampe gilt und der zahlreiche Affären und Bettgeschichten nachgesagt werden, löst ihren Wunsch bei Marie ein. Sie muss Floriane zu Hause abholen und zu einem Date mit François begleiten. Geduldig wartet Marie auf Floriane und bringt sie später zurück nach Hause. Anschließend hat sie Anne gegenüber ein schlechtes Gewissen. Dennoch lässt sie sich auf eine neue Abmachung mit Floriane ein und darf die Schwimmerinnen zu einem Wettkampf außerhalb des Vorortes begleiten. Kurz vor dem Wettkampf verschwindet Floriane mit dem Masseur in der Umkleidekabine und die Mädchen tuscheln, dass sich Floriane mal wieder danebenbenimmt. Sie warnen Marie vor ihrer Freundin, doch weist Marie eine Freundschaft zu Floriane zurück. Sie geht zu Anne zurück, die im Gegensatz zu Floriane noch zu kindlichen Späßen aufgelegt ist. Als Marie später als Ausgleich erneut als Alibi für ein Date mit François herhalten soll, holt sie Floriane zwar ab, kündigt aber an, bei ihrer Rückkehr nicht mehr auf sie zu warten. Sie solle ihre Bettgeschichten allein regeln. Floriane ist geknickt und gesteht Marie, dass sie mit den Jungen in Wirklichkeit noch nie über das Küssen hinausgekommen sei. Ihr Ruf jedoch eile ihr voraus und hindere sie am Ende auch, tatsächlich mit einem Jungen zu schlafen, würde dann doch alles ans Licht kommen. Marie und Floriane verbringen den Nachmittag gemeinsam. Floriane berichtet Marie von sexueller Belästigung, die sie erlebt hat. Marie hat keine solchen Erfahrungen; Floriane stellt fest, dass sie großes Glück habe. Später liegen die beiden Jugendlichen zusammen auf Florianes Bett und betrachten die Zimmerdecke, wobei sie sich Gedanken über den Tod machen und darüber, dass die meisten Menschen am Ende eben jene Zimmerdecke sehen. Als Marie geht, bringt Floriane noch schnell den Müll weg. Marie nimmt den Müllsack heimlich an sich und leert ihn zu Hause aus. Einen von Floriane angebissenen Apfel isst sie auf und reagiert verzückt über ihre intime Nähe zu der Jugendlichen.
Einige Tage später sieht Marie Floriane erneut beim Flirt mit dem Masseur. Später liegen beide Mädchen auf dem Bett und diskutieren darüber, wie Floriane ihre Unschuld verlieren könnte. Sie plant nun, in einer Disko einen unbekannten älteren Mann anzuflirten und mit ihm das erste Mal zu erleben. In der Disko tanzen Marie und Floriane zunächst gemeinsam miteinander und Floriane tut so, als würde sie Marie küssen. Später zieht sich Floriane mit einem Mann in ein Auto zurück, doch unterbricht Marie beide beim Küssen und holt Floriane aus dem Wagen. Diese ist darüber erleichtert und die Mädchen umarmen sich innig. Vor Maries Haustür bittet Floriane sie, dass sie sie entjungfern möge. Marie lehnt diese Bitte ruhig, aber entschieden ab. Sie trifft sich erneut mit Anne, ist jedoch zunehmend von ihrer infantilen Art genervt und kündigt ihr schließlich die Freundschaft. Anne erkennt in der Schwimmhalle, dass Marie mit Floriane befreundet ist, und tatsächlich sieht man beide nur noch zusammen. In der Umkleidekabine gesteht Floriane Marie, dass sie in Schwierigkeiten sei. François wolle am Abend zu ihr kommen und ihre Eltern seien nicht da. Nun stimmt Marie zu, Floriane zu entjungfern und setzt es am Nachmittag in Florianes Schlafzimmer per Hand um. Kurz darauf erscheint François und Floriane komplimentiert Marie hinaus. Marie wartet lange vor Florianes Wohnung und geht schließlich verzweifelt nach Hause. Den Abfall Florianes, den sie lange gesammelt hat, wirft sie weinend weg.
An diesem Abend erscheint François bei Anne und fällt leidenschaftlich über sie her. Die überraschte Anne erlebt so ihr erstes Mal. Sie sucht wenig später Marie auf, die verzweifelt ist, da sie glaubt, dass Floriane mit François geschlafen hat. Anne jedoch berichtet ihr, dass Floriane sich geweigert habe und François daher zu ihr gekommen sei. Marie ist erleichtert und freut sich für Anne. Sie gesteht sich ein, dass sie Floriane liebt und eifersüchtig war. Marie und Anne sind wieder Freundinnen. Zusammen gehen sie auf eine Party der Synchronschwimmer, wo sich Marie und Floriane zaghaft anlächeln. Anne wiederum wird von François in einen Nebenraum mitgenommen. Bevor François erneut mit Anne schlafen will, meint er, dass sie „ok“ sei. Anne spuckt ihn an, bevor sie geht. Sie will weg von der Party, doch hofft Marie, mit Floriane reden zu können. Sie zieht sie schließlich in eine Umkleidekabine unter dem Vorwand, dass sie eine Frage habe. Floriane holt sie zu sich und beide küssen sich innig. Anschließend richtet Floriane ihr Make Up und geht zurück zu den Jungen. Marie ist konsterniert, wäscht sich am Trainingspool Florianes Lippenstift vom Gesicht und springt schließlich in voller Kleidung ins Wasser. Anne kommt dazu und springt hinterher. Schließlich lassen sich beide rücklings auf dem Wasser treiben, Kopf an Kopf, und formen ein Muster mit Armen und Beinen.

## Produktion

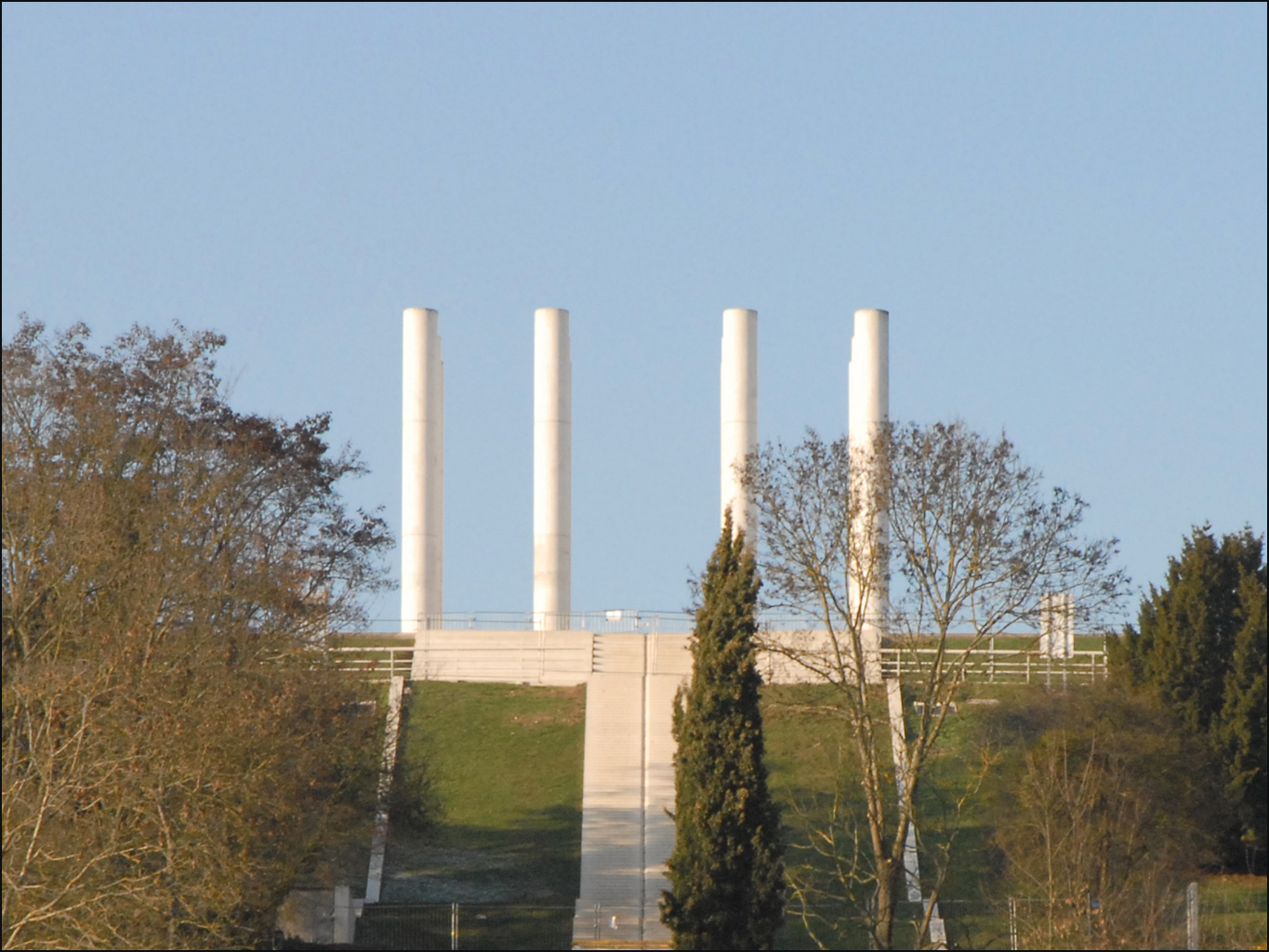
Die Axe Majeur von Dani Karavan, ein Kunstwerk, das Marie und Floriane im Film besichtigen

Water Lilies wurde in Cergy gedreht. Es handelte sich um das Regiedebüt von Céline Sciamma. Sie verfilmte dabei ihr eigenes Drehbuch, das ihre Abschlussarbeit an der La fémis war.
Der Film erlebte am 17. Mai 2007 im Rahmen der Reihe Un certain regard der Internationalen Filmfestspiele von Cannes seine Premiere und kam am 15. August 2007 in die französischen Kinos. Am 3. Juli 2008 lief der Film auch in den deutschen Kinos an und erschien am 9. Oktober 2008 unter dem Titel Water Lilies – Der Liebe auf der Spur auf DVD, wobei der Film nur untertitelt, nicht jedoch synchronisiert wurde. Arte zeigte den Film am 27. Oktober 2010 erstmals im deutschen Fernsehen.

## Kritik
Der film-dienst lobte Water Lilies, der sich „sensibel mit dem ansonsten zumeist als Komödien-Klamauk verkauften Sujet pubertärer Sexualität auseinander[setzt]. Dabei überzeugt er nicht nur durch die präzis beobachtende, ruhige Erzählweise, sondern vor allem auch durch die einprägsamen Schauspielerinnen, die ihre Körperlichkeit mutig in den Film einbringen.“ Der Spiegel befand, dass der Film schönen, finsteren Zauber entfalte. Cinema kritisierte, dass die Grundanlage des Films – wenige Dialoge und „stumme Blicke der Mädchen“ – für Distanz zum Zuschauer sorgt. Der Film sei eine „spröde Pubertätsstudie, die ganz bewusst darauf verzichtet, romantische Gefühle aufkommen zu lassen“. Critic.de hob dagegen hervor, dass der Film gerade durch seine „Reduktion auf das Elementare“ zur „universellen Erzählung über die Sehnsucht nach Liebe und den daraus resultierenden Enttäuschungen“ wird.

## Auszeichnungen
Im Jahr 2007 gewann Sciamma den Prix Louis Delluc für das Beste Erstlingswerk. Bei den Internationalen Filmfestspiele von Cannes 2007 war der Film für die Caméra d’Or nominiert.
Der Film erhielt 2008 zwei César-Nominierungen in der Kategorie Beste Nachwuchsdarstellerin (Louise Blachère, Adèle Haenel) sowie eine Nominierung in der Kategorie Bestes Erstlingswerk (Céline Sciamma).